# Viên Tiểu Điền
Viên Tiểu Điền (tiếng Trung: 袁小田) (sinh ngày 27 tháng 11năm 1912 – mất ngày 8 tháng 1 năm 1979) (còn được biết đến như Viên Hiếu Thiện, Simon Yuen) là một diễn viên võ thuật Hồng Kông những năm 70. Viên Tiểu Điền được biết đến nhiều nhất trong ba bộ phim về Túy Quyền:  Drunken Master, Story of Drunken Master, và cuối cùng Dance of the Drunk Mantis. Ông đóng vai chính trong vài phim với các diễn viên điện ảnh như Jackie Chan (Thành Long) và dưới sự chỉ đạo của con trai ông Yuen Woo-ping (Viên Hòa Bình).

## Sự nghiệp điện ảnh

### Thành công khi ở tuổi đã về già
Tiểu Điền được đào tạo Kinh kịch truyền thống. Ông bắt đầu sự nghiệp diễn xuất ở tuổi 37, trong bộ phim đầu tiên Hoàng Phi hùng,với ngôi sao Kwan Tak-Hing (Quang Đức Hưng), Câu chuyện của Hoàng Phi Hồng (năm 1949), trong phim ông xuất hiện rất ít cho đến cuối những năm 1950. Ông được biết đến với vai trò cố vấn, chỉ đạo võ thuật và giữ vai trò chủ chốt trong  gần 150 phim trong sự nghiệp của mình.
Một trong những vai để đời vào cuối sự nghiệp của ông là trong phim Drunken Master (Túy quyền) (1978), trong đó ông vào vai ông lão ăn mày, một ẩn sĩ, sư phụ về Túy quyền đạt tới đỉnh cao võ thuật, đã cứu chữa cậu thanh niên trẻ Hoàng Phi Hùng, được thể hiện bởi Jackie Chan. Ông còn đóng vai một người mang trong mình mối thù cần trả trong phim khác của Thành Long là Xà Hình Điêu Thủ (1978). Tại thời điểm đó, Drunken Master (Túy Quyền) được đánh giá là phim thành công nhất của tài năng trẻ Thành Long. Bộ phim miêu tả Hoàng Phi Hùng, một thiếu niên trẻ tinh nghịch trái ngược với các vai diễn mang tính cách nho nhã đã thể hiện trong các phim bởi Kwan Tak-Hing (Quang Đức Hưng). Bộ phim là một cú hít lớn trên toàn cầu, đã phần nào đưa tên tuổi, sự nghiệp của ông lên tầm cao khi ông đã 66 tuổi. Tiểu Điền còn vào vai "Người ăn mày" cho ba một bộ phim Dance of the Drunk Mantis, Story of Drunken Master và World Of The Drunken Master (trong đó ông đã có một khách mời).

## Nghệ danh "Ol' Dirty"
Rapper Ol' Dirty Bastard đã lấy tên một nhân vật trong phim của Viên Tiểu Điền để đặt tên cho anh trong phim Ol' Dirty & The Bastard. Các lời bài hát của ban nhạc Wu-Tang được lấy cảm hứng từ những bộ phim kungfu những năm 1970.

## Cuộc sống cá nhân
Tiểu Điền là cha của mười một người con, sáu người đã làm việc và vẫn đang còn làm việc ở Hong Kong trong ngành công nghiệp phim. Năm người, cả con trai đều biết đến với tên gọi là "Gia tộc họ Điền" và thường làm việc trong kết hợp trên nhiều phim:
- Yuen Woo-ping (Viên Hòa Bình) - Đạo diễn chính và chỉ đạo võ thuật
- Yuen Cheung-yan (Viên Chương Yên) - diễn viên và đạo diễn
- Yuen Shun-yi (Sunny Yuen) - diễn viên và đạo diễn
- Yuen Yat chor - diễn viên
- Yuen Chun-yeung (Brandy Yuen) - diễn viên, diễn viên đóng thế và chỉ đạo hành động
- Yuen Lung-chu - diễn viên

Yuen có thêm hai con trai và ba con gái.

## Di sản
Hình tượng của Tiểu Điền đã được thể hiện với nhân vật Chin Gentsai trong seri SNK, The King of Fighters, cũng như cho nhân vật Shun Di trong seri Virtual Fighter (được thể hiện từ vai của Su Hai trong Drunken Master (Túy quyền)).

## Cuối đời
Vào ngày 8 tháng 1 năm 1979, ông qua đời vì đau tim, hưởng thọ 66 tuổi. Năm 1979, Tiểu Điền còn nhận vai "Lão ăn mày" trong phim Magnificent Butcher  cùng với Hồng Kim Bảo, nhưng đã ra đi khi phim mới được bắt đầu. Vai diễn của ông đã được thay thế bởi Fan Mei-sheng (cha của Fan Siu-wong, ngôi sao trong phim Câu chuyện của Ricky). Phim được tiếp tục với các cảnh quay bởi Fan Mei-sheng thay cho các cảnh diễn của Tiểu Điền. Tuy nhiên, nhân vật ăn mày của Fan Mei-sheng không bao giờ được gọi là "Begger So" trong bộ phim này.

## Đóng phim

### Bộ phim
- Dance of the Drunk Mantis (1979) (a.k.a. Drunken Master II) - Beggar So / Sam Seed
- Jade Claw (1979) - Cook / Teacher
- Against Rascals with Kung-Fu (1979)
- Mean Drunken Master (1979)
- Horse boxing Killer (1979) (a.k.a. "Nu Shao Lin si") - Yan Shao Tien
- Blind Fist of Bruce (1979) - The Blind Master (as Simon Yuen)
- Sleeping Fist (1979)
- Drunken Arts and Crippled Fist (1979)
- Mystery of Chessboxing (1979) (a.k.a. Ninja Checkmate) - Master Yuen/Master Cook (Guest star)
- Story of Drunken Master (1979) (a.k.a.:Drunken Fist Boxing") - Beggar So
- Drunken Master (1978) - Su Hua Chi / Beggar So / Sam Seed
- Peculiar Boxing Tricks and Master (1978) (a.k.a. Old Dirty Strikes Back)- Tung
- The 36th Chamber of Shaolin (1978) (a.k.a. The Master Killer; Mandarin title: Shao Lin san shi liu fang) - Teacher
- Snake in the Eagle's Shadow (1978) - Grandmaster Pai Cheng-Tien (as Hsiao-Tien Yuan)
- Heroes of the East (1978) - Tao's Teacher
- Boxing Wizard (1978) - Tung (as Yuan Hsiao-Tien)
- Deadly Snake Versus Kung Fu Killers (1977) - Snake Demon
- Bons baisers de Hong Kong (a.k.a. From Hong Kong with Love) (1975)
- Little Tiger of Canton (1971) (a.k.a. "Master with Cracked Fingers") - Old Master (as Hsao Ten Juan)
- Come Drink with Me (1966) - Bandit
- The Flying Fox (1964) (a.k.a. The Purple Lightning Sword)
- 55 Days at Peking (1963) (uncredited)
- Story of the Sword and the Sabre (1963)
- The Story of the Great Heroes (1960–1961) (4 parts)
- The Book and the Sword (1960)
- Sword of Blood and Valour (1958/1959) - Mute
- Story of the Vulture Conqueror (1958/1959)
- Story of Huang Feihong (1949)

### Phim truyền hình
- The Legend of the Book and the Sword (1976)